# Dionizy (Pyłypczuk)
Dionizy, imię świeckie Kostiantyn Pyłypczuk (ur. 10 czerwca 1979) – ukraiński biskup prawosławny, służący w jurysdykcji Ukraińskiego Kościoła Prawosławnego Patriarchatu Moskiewskiego.

## Życiorys
Ukończył seminarium duchowne w Kijowie i Kijowską Akademię Duchowną. Święcenia diakońskie otrzymał 21 września 2006 r., zaś kapłańskie – 27 września tego samego roku. 22 marca 2018 r. został postrzyżony na mnicha. 2 kwietnia tegoż roku otrzymał godność archimandryty.
Został wybrany na nowego biskupa perejasławsko-chmielnickiego, wikariusza eparchii kijowskiej, po tym, gdy 15 grudnia 2018 r. metropolita Aleksander (Drabynko) został wykluczony z Ukraińskiego Kościoła Prawosławnego Patriarchatu Moskiewskiego za udział w soborze, na którym ogłoszone zostało utworzenie Kościoła Prawosławnego Ukrainy.
Chirotonia odbyła się 19 grudnia 2018 r. w cerkwi św. Mikołaja w ławrze Peczerskiej, pod przewodnictwem metropolity kijowskiego i całej Ukrainy Onufrego. 
W 2023 r. został podniesiony do godności arcybiskupiej.